# Autographa precationis
Autographa precationis là một loài bướm đêm trong họ Noctuidae.